# Trai Essex
Trai Essex (født 5. december 1982) er en professionel amerikansk fodbold-spiller fra USA, der pt er free agent. Han har tidligere spillet i NFL for henholdsvis Pittsburgh Steelers og Indianapolis Colts. Og vandt to Superbowls med Steelers.